# 金芝河
金芝河（：／，1941年2月4日—2022年5月8日）本名金英一（：／），出生于全罗南道木浦市大安洞，毕业于首爾大學，为韩国诗人、思想家、社会活动家。他最初使用「地下」（：／）作為筆名，有代表與主流當權抗衡之意在，後改用在韓語中與之同音的「芝河」。

## 生平
1941年，金芝河出生在日治朝鲜全罗南道木浦市大安洞，他的父亲是电影摄影师。金芝河中学时期开始写诗，在汉城大学美术学院美术学科学习时，陆续发表自己的作品。
1960年，金芝河组织了韩国四一九革命，抗议和推翻李承晚政府，遭到政府拘留。
1961年，5·16军事政变开始之后，朴正熙政权上台，反政府活动被镇压。
1964年，金芝河组织了汉城大学反对“日韩会谈”的斗争。
1966年，金芝河大学毕业，到了江原道的一个煤矿做了一名矿工。
1970年，朴正熙政府颁布“反共法”，金芝河发表诗作《五贼》 在《思想界》上，朴正熙认为金芝河是共产党，金芝河遭到政府拘留，羁押在监狱，被誉为“五贼笔祸事件”。
1974年，金芝河在监狱里写下《苦行》、《良心的宣言》、《最后的陈述》。金芝河入狱之后，大江健三郎、鹤见俊辅在国际社会发表意见，要求当局释放金芝河。
1980年12月，金芝河被释放，8年的监狱生活告一段落。
金芝河是汉字复活论者。他的岳母是女作家朴景利。

## 創作
代表1970年代有信時代的參與型詩人金智河對基督教思想、佛教彌勒思想、華嚴思想、儒學、禪宗、佛教哲學等各種思想進行了重新詮釋和重新詮釋。齊，不受教條的束縛，自1980年代以來，他通過融合和接納所有的思想提出生命的思想，並在具有諷刺力量的同時，以生命的思想為基礎寫出話語和抒情詩。 他的代表作有《Ojeok》、《Bird》、《Hwangtotgil》和《To Burning Thirst》。

## 作品
- 《五族黄土蜚语》（青木书店、1972）
- 《金芝河诗集》（青木书店、1974）
- 《民众之声》（サイマ儿出版会、1974）
- 《不归》（中央公论社、1975）
- 《良心宣言》（大月书店、1975）
- 《深夜》（土曜美术社、1976）
- 《狱中》（大月书店、1977）
- 《苦行》（中央公论社、1978）
- 《饭·活人》（御茶の水书房、1989）
- 《金芝河语录》（协同图书店、1995）
- 《伤痕に咲いた花》（毎日新闻社、2004）
- 《长い暗闇の彼方に》（中央公论社、1971）

## 奖项
| 年份   | 作品 | 奖项           | 是否得奖 | 备注  |
| ------ | ---- | -------------- | -------- | ----- |
| 1975年 |      | 荷花国际文学奖 | 獲獎     | [ 4 ] |

## 脚注
1. ↑  《五贼》，愿意是指古朝鲜主张“日韩合并”的五个卖国贼，即外交大臣朴济纯、内部大臣李址熔、军部大臣李根泽、学部大臣李完用、农商工部大臣權重顯（韩语）。诗中“五贼”是指朴正熙、金钟泌军事政变上台的政府官员。